# Bardosan
Bardhasan en albanais et Bardosan en serbe latin (en serbe cyrillique : Бардосан) est une localité du Kosovo située dans la commune/municipalité de Gjakovë/Đakovica, district de Gjakovë/Đakovica (Kosovo) ou de Pejë/Peć (Serbie). Selon le recensement kosovar de 2011, elle compte 316 habitants, tous albanais.
En 2011, le village de Rrezinë, autrefois rattaché à Bardhasan/Bardosan a été recensé comme une localité à part entière ; il comptait 191 habitants, tous albanais,.

## Histoire
L'église catholique du village, qui remonte au XIXe siècle, est proposée pour une inscription sur la liste des monuments culturels du Kosovo.

## Démographie

### Évolution historique de la population dans la localité
| 1948 | 1953 | 1961 | 1971 | 1981 | 1991 | 2011 |
| ---- | ---- | ---- | ---- | ---- | ---- | ---- |
| 377  | 411  | 497  | 603  | 788  | 607  | 316  |

|  |